# La Guineu (Erinyà)
La Guineu és un indret del terme municipal de Conca de Dalt, a l'antic terme de Toralla i Serradell, al Pallars Jussà, en territori del poble d'Erinyà.
Està situat al nord-oest d'Erinyà, al vessant meridional de les Roques de Carbes, al sud-oest de l'Alzinar i de Sant Joan de Graus. És al nord de lo Tros, a llevant de Lo Serrat Pla.